# Kepatihan Kulon
Kepatihan Kulon is een bestuurslaag in het regentschap Surakarta van de provincie Midden-Java, Indonesië. Kepatihan Kulon telt 2051 inwoners (volkstelling 2010).